# 664 pr. n. št.

## Smrti
- Taharka,  faraon iz Petindvajsete egipčanske dinastije (* ni znano)